# Костовати
Костова́ти (рос. Костоваты) — присілок у Воткінському районі Удмуртії, Росія.
Населення становить 79 осіб (2010, 101 у 2002).
Національний склад (2002):
- росіяни — 88 %

Урбаноніми:
- вулиці — Дружби, Зарічна, Соснова, Шкільна
- провулки — Тихий

Присілок розташоване неподалік Воткінського водосховища, берег якого використовується для відпочинку. Тут збудовано БВ «Костоватовський». На західній околиці розташований піщаний кар'єр.